# Microrégion de Cassilândia
La microrégion de Cassilândia est l'une des quatre microrégions qui subdivisent l'est de l'État du Mato Grosso do Sul au Brésil.
Elle comporte 3 municipalités qui regroupaient 60 275 habitants en 2010 pour une superficie totale de 13 223 km2.

## Municipalités[1]
- Cassilândia
- Chapadão do Sul
- Costa Rica
- Paraíso das Águas